# Baze (kemija)
Baze (njem. Base < lat. basis < grč.) su hidroksidi, elektropozitivnih elemenata, najčešće alkalijskih i zemnoalkalijskih metala (natrij, kalij, kalcij i dr.) koji u vodenoj otopini disocijacijom daju hidroksidne ione (OH-).

Takve otopine pokazuju lužnatu reakciju, mijenjaju crvenu boju lakmusa u modru i s kiselinama daju sol i vodu.
Prema novijim definicijama, primjenjivim i za navedene otopine, baze su tvari koje pokazuju tendenciju primanja protona, ili su pak tvari koje mogu dati elektronski par za stvaranje kemijske veze. Organskim bazama smatraju se amini i alkaloidi.

## Općenito
U kemiji, pod pojmom baza se najčešće podrazumijeva vodena otopina koja može primiti protone vodika. Baze su spojevi metala i hidroksilne grupe OH. Baze su također oksidi i hidroksidi metala. Ovo je definicija baza po Brønsted-Lowry-evoj teoriji kiselina i baza. Osim nje, definicija baze mogu biti donori elektronskih parova (Lewis) ili izvori hidroksidnih aniona (Arrhenius). Osim toga, baze općenito podrazumijevaju bilo koji spoj, koji otopljen u vodi, daje otopinu čiji je pH veći od 7.0. Primjeri baza su natrijev hidroksid i amonijak. Baze se dokazuju indikatorima, kao što su: lakmus papir, fenolftalein, metil oranž.
Baze su kemijska suprotnost kiselinama. Reakcija između kiselina i baza naziva se neutralizacija. Baze i kiseline su suprotne jer kiseline povećavaju koncentraciju oksonijevih (H3O+) iona, dok baze smanjuju ovu koncentraciju. Baze reagiraju s kiselinama pri čemu nastaju voda i soli (ili njihove otopine).
Koncept baze je prvi put u kemiju uveo francuski kemičar Guillame François Rouelle 1754. godine. On je primijetio da kiseline stvaraju soli samo kad ih se pomiješa s određenim tvarima. Ove je tvari nazvao bazom soli,  i odatle i ime.

## Svojstva
Neka općenita svojstva baza su:
-Skliske i pjenaste na dodir, zbog saponifikacije lipida u ljudskoj koži
-Koncetrirane i snažne baze su kaustičnog (korozivnog) djelovanja na organske tvari i snažno reagiraju s kiselinama
-Vodene otopine ili rastaljene baze disociraju na ione i provode struju
-Reagiraju s indikatorima: lakmus papir poplavi, fenolftalein postane ružičast

## Baze i pH
pH vode je mjera njene kiselosti. To je negativan logaritam koncentracije oksonijevih iona. U čistoj vodi, otprilike jedna na 10 milijuna molekula vode disocira na H3O+ i OH-, prema jednadžbi:
2H2O(l) → H3O+(aq) + OH−(aq)

## Neutralizacija
Neutralizacija je kemijska reakcija između kiseline i baze pri kojoj nastaju voda te sol disocirana u otopini na kation baze i anion kiseline.

Također, uklanjanje kiselosti ili bazičnosti.